# الفرد نیکولز
آلفرد نیکولز (انگلیسی: Alfred Nichols; ۲۸ نوامبر ۱۸۹۰ – ۱ مهٔ ۱۹۵۲) ورزشکار دو و میدانی اهل بریتانیا بود.